# رواق سانتا ماریا در ریپوی
رواق سانتا ماریا در شهر ریپوی (کاتالونیایی: Pórtico de Santa María de Ripoll) رواقی است که در اواسط قرن دوازدهم به نمای صومعه پیشین سانتا ماریای ریپوی، واقع در شهر ریپوی (استان خیرونا) اضافه شد تا تزیینی برای ورودی اصلی کلیسا باشد، که از منظر هنرهای تزئینی، یکی از نمونه‌های مهم تاریخی معماری رمانسک کاتالان مرتبط با مکتب تولوز است.
این بنا که به‌عنوان طاق نصرت ساخته شده، سرشار از عناصر تزئینی با صحنه‌هایی از عهد عتیق است که توسط مجسمه‌سازان ناشناس خلق شده و راوی داستان‌هایی از کتاب مقدس است که در همان صومعه نگهداری می‌شود.
در پایان سال ۲۰۱۱، شورای شهر ریپوی اعلام کرد قصد دارد این مکان را به عنوان یک سایت میراث جهانی توسط یونسکو به ثبت برساند. رواق سانتا ماریا در تاریخ ۲۷ ژانویه ۲۰۱۵ در فهرست میراث جهانی یونسکو (شمارۀ ۵۹۷۹) و همچنین دارایی‌های فرهنگی شاخص اسپانیا (با شمارهٔ مرجع ۵۹۷۷) به ثبت رسید.